# Rue Lemercier
Pour les articles homonymes, voir Lemercier.
La rue Lemercier est une voie située dans les quartiers des Batignolles et des Épinettes du 17e arrondissement de Paris.

## Situation et accès

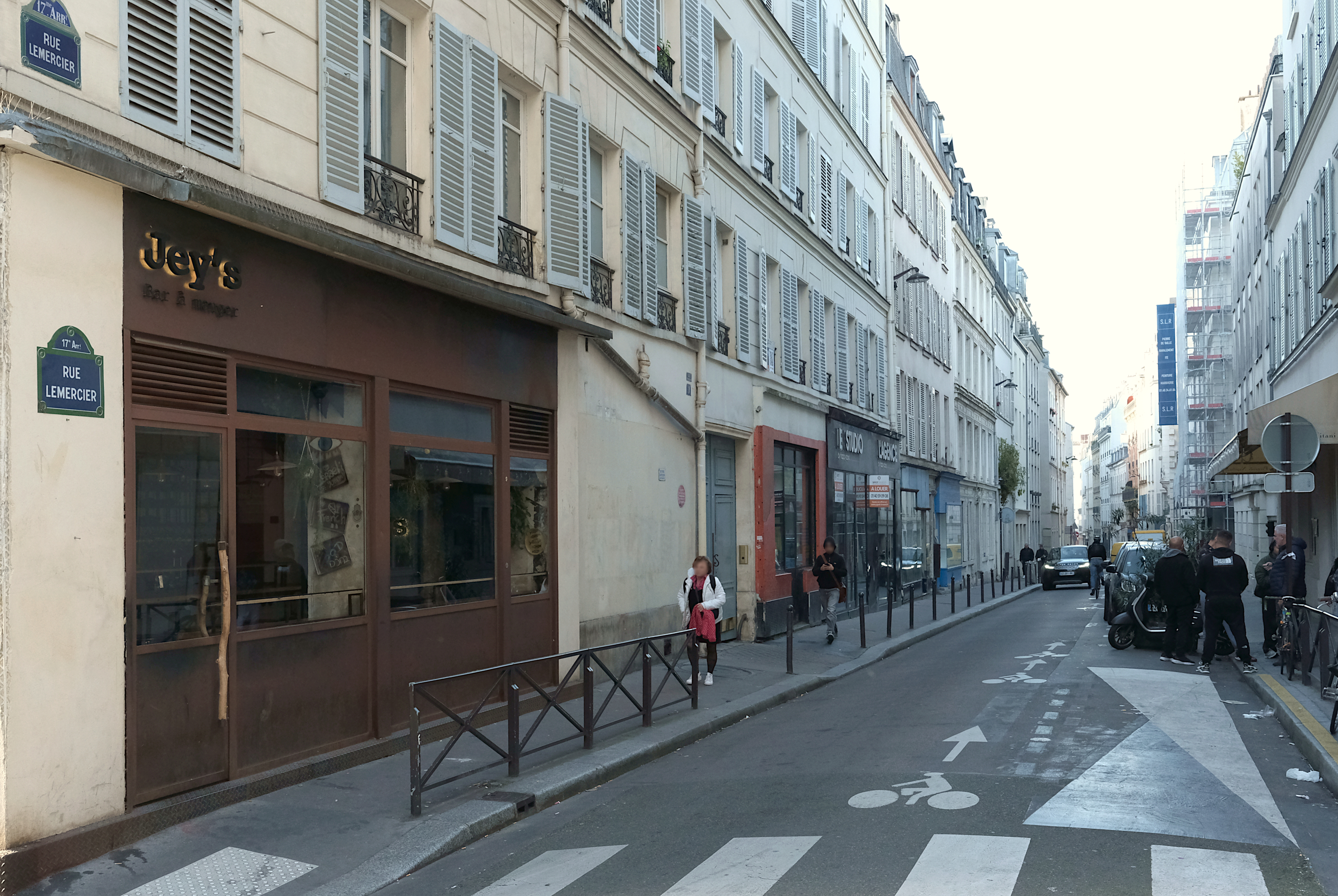
La rue Lemercier vue de la rue des Dames en 2024.

La rue Lemercier, située dans le quartier des Batignolles (côté impair) et quartier des Épinettes (côté pair), commence au no 14, rue des Dames et se termine au no 168 bis, rue Cardinet.
Elle est desservie par la ligne 13 aux stations Brochant et La Fourche.

## Origine du nom
Cette rue tire son nom d'un propriétaire local, Charles-François Lemercier de Manneville, médecin, conseiller municipal des Batignolles-Monceau, fondateur d'une maison de santé au n° 2 de la rue.

## Historique
Cette voie de l'ancienne commune des Batignolles-Monceau située à l'emplacement d'une ancienne remise à gibier dite "Les Noyers" fut ouverte en 1825 sur les terrains du Docteur Lemercier entre la rue des Dames et la rue La Condamine, prolongée entre 1839 et 1843 jusqu'à la rue des Moines et en 1844 jusqu'à la rue Cardinet puis jusqu'à l'enceinte de Thiers (boulevard Berthier) en 1846. Cette dernière partie, qui a pris le nom de « rue Neuve-de-Jeanne-d'Asnières », desservait l'abattoir des Batignolles qui a été absorbé par la gare de marchandises et les ateliers des chemins de fer de l'Ouest.
Elle est classée dans la voirie parisienne par un décret en date du 23 mai 1863.

## Bâtiments remarquables et lieux de mémoire
- No 28 : entrée de la cité Lemercier ; une plaque rappelle que Jacques Brel résida au n°11 de la cité, hôtel du Chalet à partir de 1958 [2].
- No 69 : le peintre Jacques Wolf (1896-1956) y a vécu[réf. nécessaire].
- No 81 : le peintre Alexandre-Claude-Louis Lavalley (1862-1927) avait son atelier à cette adresse[réf. nécessaire].
- No 96 : marché des Batignolles.

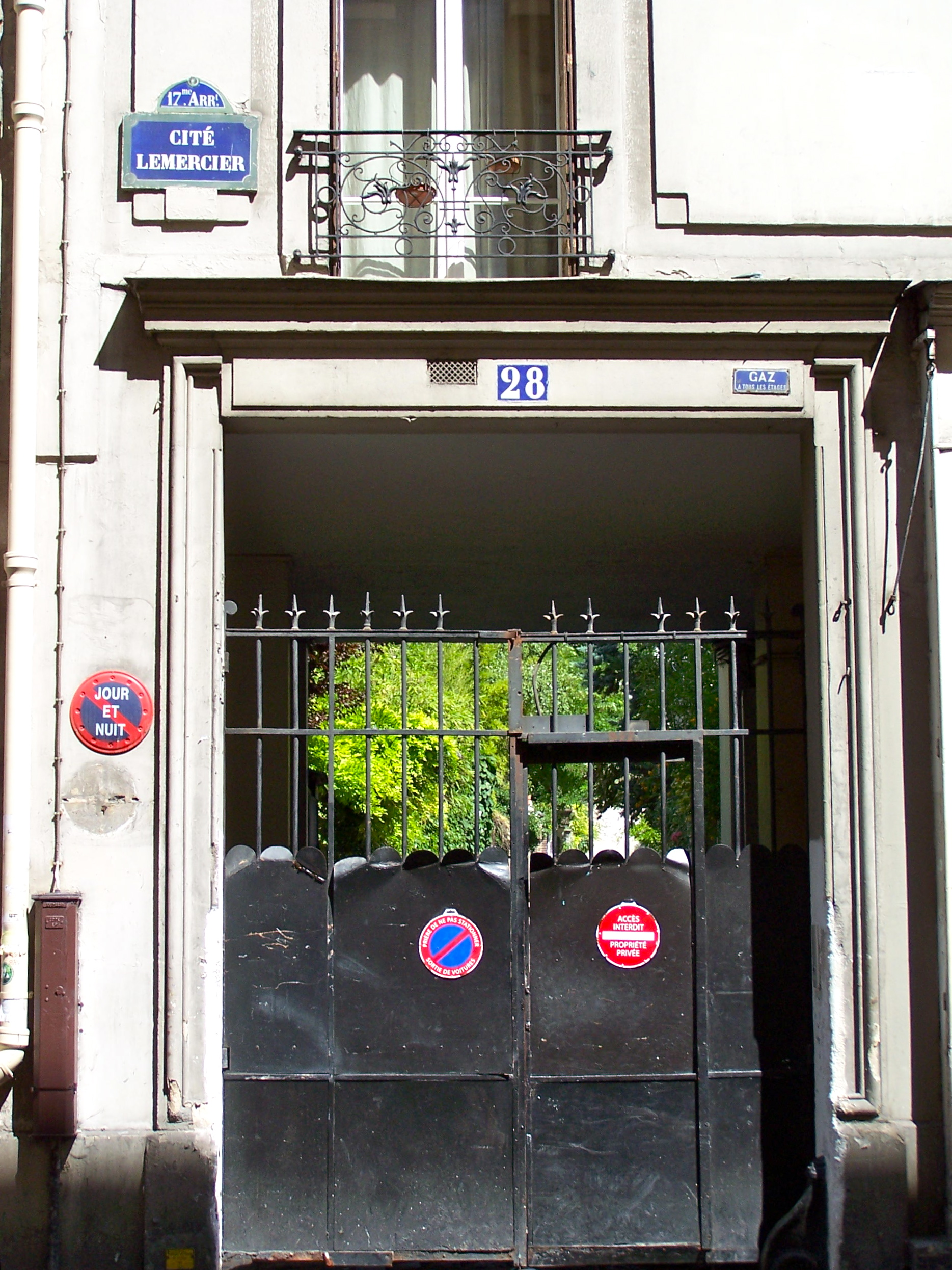
Entrée de la cité Lemercier.
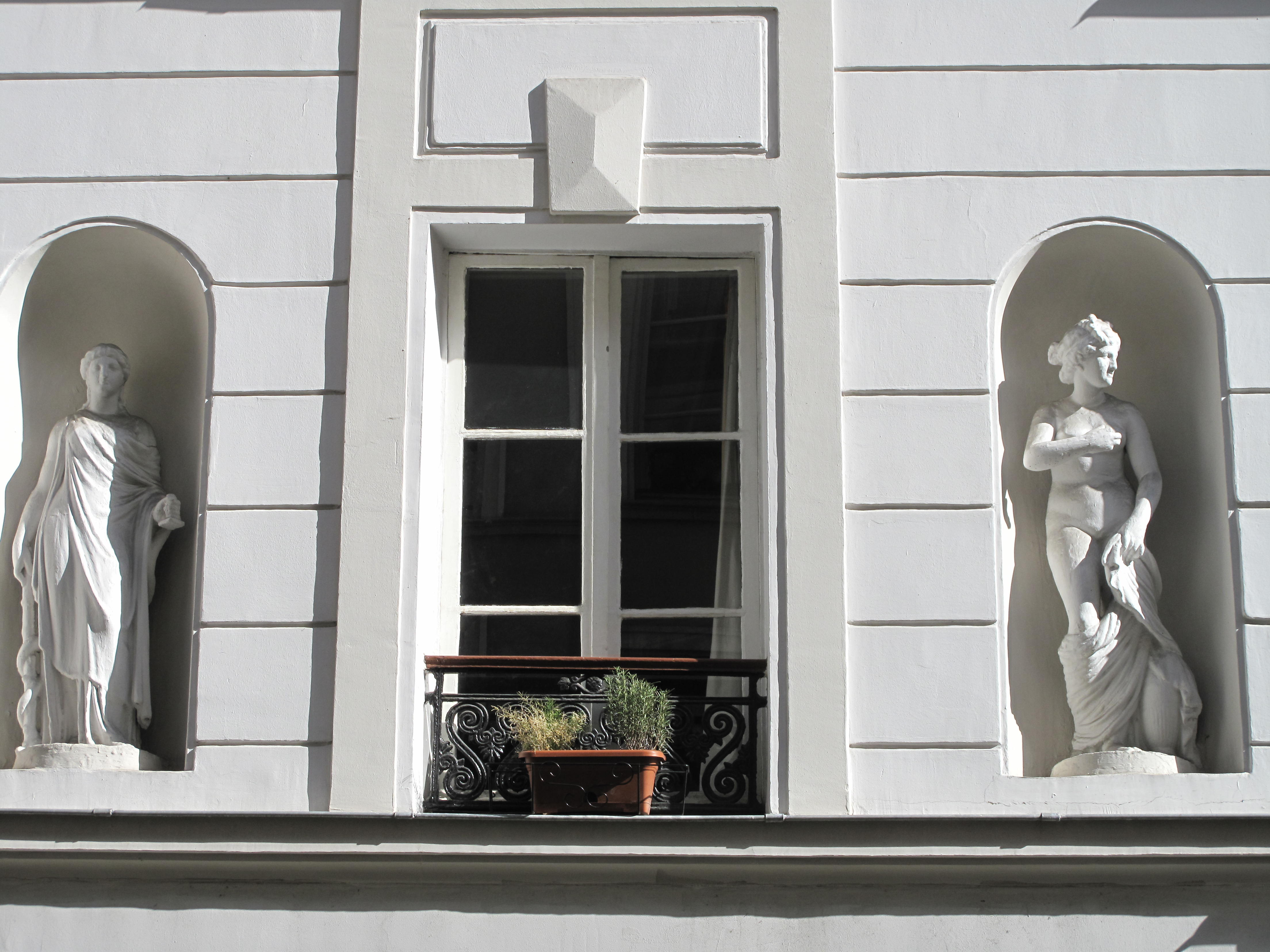
Statues sur la façades du no 16.
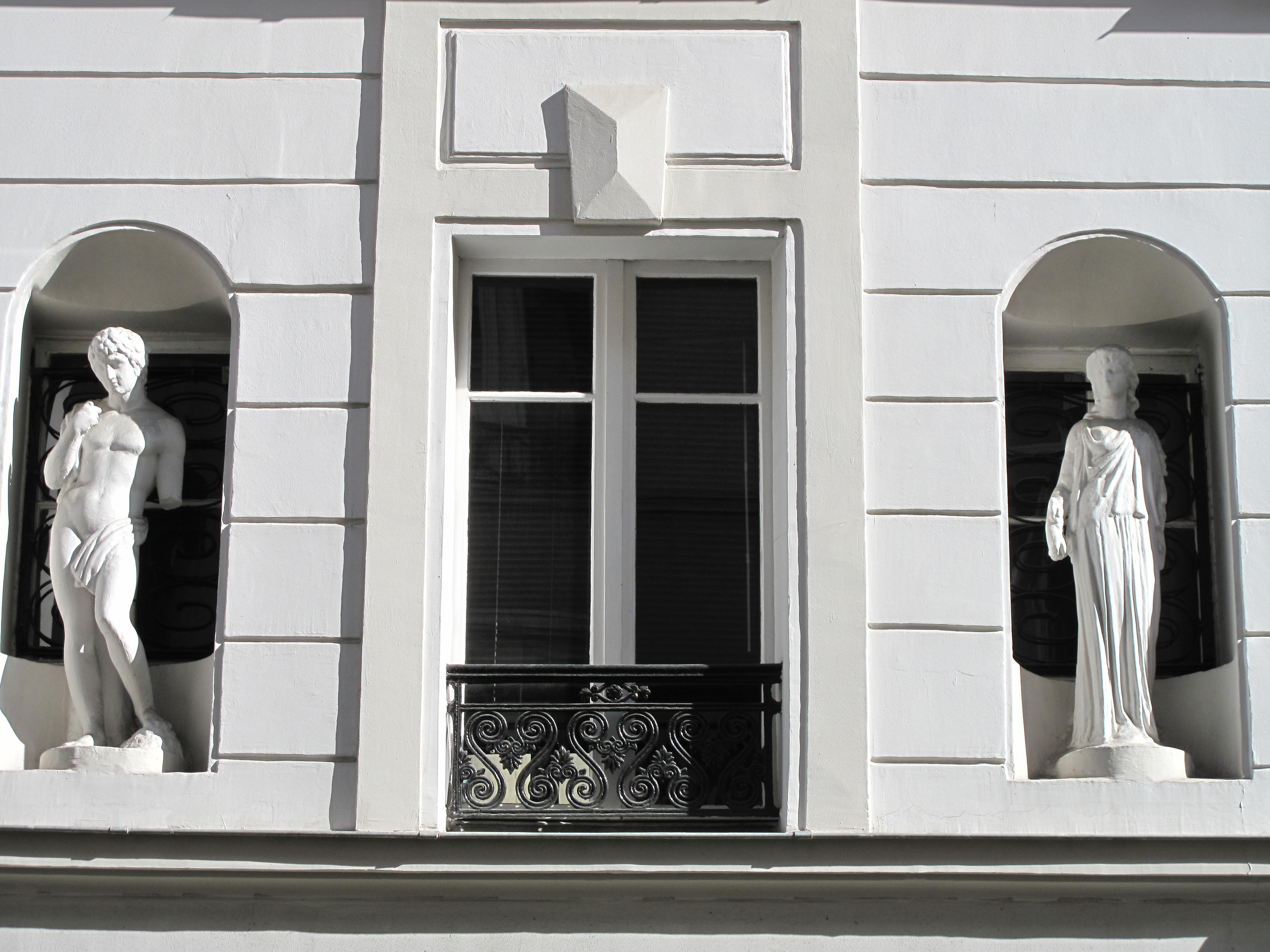
Idem.